# Тоджибоев, Ходжибой
Ходжибой (Ходжимурод) Тоджибоев (узб. Hojiboy Tojiboyev, тадж. Ҳоҷибой Тоҷибоев; 25 августа 1955 года; Пролетарский район, Ленинабадская область, Таджикская ССР, СССР — 24 июля 2008 года; Ташкент, Узбекистан) — советский и узбекский юморист и сатирик. Заслуженный артист Узбекистана (1999) и Таджикистана. Один из самых известных юмористов Средней Азии.

## Биография

### Молодость
Родился 25 августа 1955 год в кишлаке Янгикишлак Пролетарском районе Ленинабадской области (ныне Джаббар-Расуловская нохия Согдийского вилоята). В молодости приехал в Ташкент и в 1978 году окончил Ташкентский институт театра и художества. После окончания института вернулся в Таджикистан и некоторое время работал в Ленинабадском театре имени Шукура Бурханова, позднее перешел в театр имени Камола Худжанди в Ленинабаде.

### Дальнейшая карьера
Позднее переехал в Узбекистан и работал в Андижанской государственной филармонии. После распада СССР остался уже в Независимом Узбекистане и продолжил свою карьеру. В последующие годы работал с узбекскими певцами Шерали Джураевым и Халимом Джураевым и участвовал в их гастролях по городам Узбекистана и Средней Азии. В начале 2000-х годов начал проводить свои собственные выступления в театрах Ташкента. Один раз в год Ходжибой Тоджибоев устраивал свои выступления и концерты в Ташкентском дворце «Халклар Дустлиги» по несколько дней и на протяжении всего концерта многим не хватало билетов.
Ходжибой Тоджибоев выражал в своих выступлениях смешные стороны в жизни народа, свои наблюдения. Некоторые слова и выражения юмориста стали подобием пословиц среди народа. Он владел родной узбекским языком, также таджикским и русским языками.

### Смерть
Ходжибой Тоджибоев скончался 24 июля 2008 года, между 15:00 и 16:00 часами по местному времени в ташкентской больнице от тяжелой болезни в возрасте 53 лет. Похороны артиста прошли 25 июля, в Республике Таджикистан, в городе Худжанд Согдийской области откуда Ходжибой Тоджибоев родом.

## Награды и звания
- Орден «Трудовая слава»  (24 августа 2021, посмертно) — за незабываемые заслуги в укреплении духовных основ суверенитета нашей Родины, повышении культуры народа, утверждении в обществе ценностей добра и справедливости, патриотизма и толерантности, неповторимую и яркую творческую деятельность, верность идеям национальной независимости, богатое наследие потомкам, плодотворный жизненный путь и образцовые человеческие качества, оставившие глубокий след в сердце народа[5].
- Медаль «Шухрат» (1994).
- Заслуженный артист Узбекистана (25 августа 1999) — за многолетний плодотворный труд, достойный вклад в развитие науки, образования, литературы, искусства, культуры, здравоохранения, спорта и других сфер жизни, а также за активное участие в общественной работе[6].
- Заслуженный артист Республики Таджикистан.